# سیارک ۲۴۸۵۶
سیارک ۲۴۸۵۶ (به انگلیسی: 24856 Messidoro، نامگذاری:1996AA4) بیست و چهار هزار و هشتصد و پنجاه و ششمین سیارک کشف شده‌است که در ۱۵ ژانویه ۱۹۹۶ کشف شد.
قدر مطلق سیارک برابر ۱۱.۷ است.